# 135-я стрелковая бригада
135-я стрелковая бригада — воинское соединение СССР в Великой Отечественной войне
Сформирована осенью 1941 года-зимой 1942 года в Сталинградском военном округе.
В мае 1942 года направлена на Брянский фронт. Участвовала в боях на елецком направлении.
13.10.1942 года на базе бригады в составе 48-й армии сформирована 81-я стрелковая дивизия

## Полное название
135-я отдельная стрелковая бригада

## Подчинение
- Сталинградский военный округ — на 01.01.1942 года.
- Резерв Ставки ВГК - на 01.04.1942 года.
- Брянский фронт, 61-я армия - на 01.06.1942 года.
- Брянский фронт, фронтовое подчинение - на 01.07.1942 года.
- Брянский фронт, 13-я армия - на 01.08.1942 года.
- Брянский фронт, 48-я армия - на 01.09.1942 года.

## Командование

### Командиры
- Сафронов Федор Андреевич (00.12.1941-13.10.1942),  подполковник

### Заместители командира
- Петровский, Степан Фёдорович (31.08.1942 — 13.10.1942),  полковник

### Начальники штаба
- Лукин Дмитрий Иванович